# Leon Wadham
Leon Wadham es un actor que actualmente interpreta a Levi Hirsh en la serie Go Girls.

## Biografía
Leon estudió en la escuela de drama de Nueva Zelanda "Toi Whakaari", donde obtuvo una licenciatura en artes escénicas.

## Carrera
Su primera aparición fue en la serie local Dark Night donde interpretó a un joven cuya hermana había sido comida por un árbol. 
En el 2013 se unió al elenco principal de la quinta temporada de la serie Go Girls donde interpretará al confiado y encantador Levi Hirsh, que trabaja como gerente de eventos y tiene como objetivo devolver dinero, también es el mejor amigo de Ted Keegan (George Mason), hasta ahora.

## Filmografía
- Series de Televisión.:

| Año             | Título                  | Personaje    | Notas          |
| --------------- | ----------------------- | ------------ | -------------- |
| 2013 - presente | Go Girls                | Levi Hirsh   | -              |
| 2012            | Pirates of the Airwaves | Paul Lineham | -              |
| 2001            | Dark Night              | Tom          | episodio # 2.5 |

- Películas.:

| Año  | Título                      | Personaje      | Notas                                                                             |
| ---- | --------------------------- | -------------- | --------------------------------------------------------------------------------- |
| 2012 | A Bend in the Road          | Dave           | corto - junto a Cohen Holloway, Tom Hern & Aaron McGregor                         |
| 2012 | The Catch                   | Agente de SPCA | corto - junto a John Chalmers, Paul Etimani & James Keepa                         |
| 2012 | Blankets                    | Jack           | corto                                                                             |
| 2012 | Shopping                    | -              | -                                                                                 |
| 2011 | Packed                      | Alex           | -                                                                                 |
| 2011 | A Bend in the Road          | Dave           | corto                                                                             |
| 2011 | Wellington                  | Noel           | corto                                                                             |
| 2009 | Under the Mountain          | Dave           | junto a Sam Neill, Tom Cameron, Matthew Sunderland, Bruce Hopkins & Gareth Reeves |
| 2009 | Monkeys Don't Mix           | Dave           | corto - junto a Tawanda Manyimo & Leroy Lakamu                                    |
| 2008 | Jack & Jill                 | Jack           | corto - junto a Georgie Wright                                                    |
| 2008 | Unorthodox My Balance Sheet | Asistente      | corto                                                                             |
| 2006 | Maintain                    | Mark           | -                                                                                 |

- Escritor.:

| Año  | Serie       | Notas                            |
| ---- | ----------- | -------------------------------- |
| 2013 | Sunny Skies | 3 episodios - escritor adicional |

- Teatro.:

| Año  | Obra         | Personaje       | Director (a)   | Teatro        |
| ---- | ------------ | --------------- | -------------- | ------------- |
| 2012 | Tribes       | Billy           | Shane Bosher   | Silo Theatre  |
| 2007 | Brain Power  | -               | Dean Hewison   | -             |
| 2007 | The Cape     | Jordyn          | Conrad Newport | Circa Theatre |
| 2007 | The Henchmen | Capitán Cafeína | Rachel More    | -             |
| 2001 | Rush         | -               | -              | -             |
| 2000 | Nuncrackers  | -               | Ross Jolly     | -             |